# Chiesa di Santa Maria della Concezione (Albino)
La chiesa di Santa Maria della Concezione, detta anche della Madonna del Lupo, è una chiesetta sita nella parte alta di Albino ai piedi del monte Cereto, sulla strada per Piazzo.

## Storia
Secondo la tradizione la chiesa ebbe origine da un voto fatto nel 1470 per ringraziare la Madonna, che sarebbe apparsa durante la notte a un bambino che dormiva all'addiaccio, per impedire che fosse preda di lupi affamati. Documentata la presenza di lupi sul territorio nel XV secolo.
In realtà la chiesetta esisteva già prima dell'evento miracoloso: si trattava probabilmente di un sacello campestre dedicato ai santi Fermo e Defendente che costituisce l'abside poligonale. 
La chiesa è di pianta quadrata con volta a vele convergenti e venne edificata inglobando la santella originaria tra la fine del XVI e l'inizio del XVII secolo. Nella seconda metà del XVII secolo venne aggiunto il portico a coprire l'ingresso principale, nel 1919 il campanile e, qualche anno più tardi, il pulpito.

## Descrizione
La chiesa ha due altari. Quello maggiore è dedicato all'Immacolata, quello laterale a San Fermo e a San Defendente. Entrambi gli altari, che conservano il loro carattere originale, sono sormontati da pale o ancone di legno dorato. All'inizio del XX secolo la tela tardo cinquecentesca, che raffigura i due santi protettori e che si trova sull'altare laterale, venne rimossa per far posto alla statua lignea della Madonna del Lupo collocata a lato del presbiterio. Grazie ai restauri avviati nel 1970 vennero alla luce, liberati dalla scialbatura, affreschi attribuiti ai frescanti della famiglia Baschenis, Antonio e Pietro (figlio e nipote di Cristoforo Baschenis il vecchio). In particolare, l'affresco che si trova sopra l'altare maggiore raffigurante la Madonna del lupo, ai cui lati sono inginocchiati i Beati Fiorenzo e Raniero, e quello di Santa Lucia della cappella laterale, si ritiene siano opera di Pietro Baschenis, mentre le piccole medaglie situate nel sottarco dell'abside con l'Arcangelo Michele e l'Arcangelo Raffaele sono attribuite ad Antonio Baschenis.
Nello stesso restauro vennero alla luce anche gli affreschi che decoravano il sacello primitivo dei quali è sopravvissuto l'interessante frammento di una Pietà sulla parte sinistra del presbiterio.